# Souris, Manitoba
Souris är en ort i Kanada.   Den ligger i provinsen Manitoba, i den sydöstra delen av landet, 1 900 km väster om huvudstaden Ottawa. Souris ligger 428 meter över havet och antalet invånare är 1 752.
Terrängen runt Souris är mycket platt. Trakten runt Souris är nära nog obefolkad, med mindre än två invånare per kvadratkilometer..
Trakten runt Souris består till största delen av jordbruksmark.